# Завен Андриасян
Завен Андриасян (на арменски: Զավեն Անդրիասյան) е арменски шахматист, гросмайстор от 2007 г. Първата му международна проява е през 1998 г., когато участва на световното първенство за момчета до 10 години. Спечели през 2005 г. Европейското първенство за юноши до 16 години в Херцег Нови, а през 2006 г. става световен шампион за юноши до 20 години.